# Anna, Texas
Anna là một thành phố thuộc quận Collin, tiểu bang Texas, Hoa Kỳ. Năm 2010, dân số của xã này là 8249 người.

## Dân số
- Dân số năm 2000: 1225 người.
- Dân số năm 2010: 8249 người.